# Jacques Attali

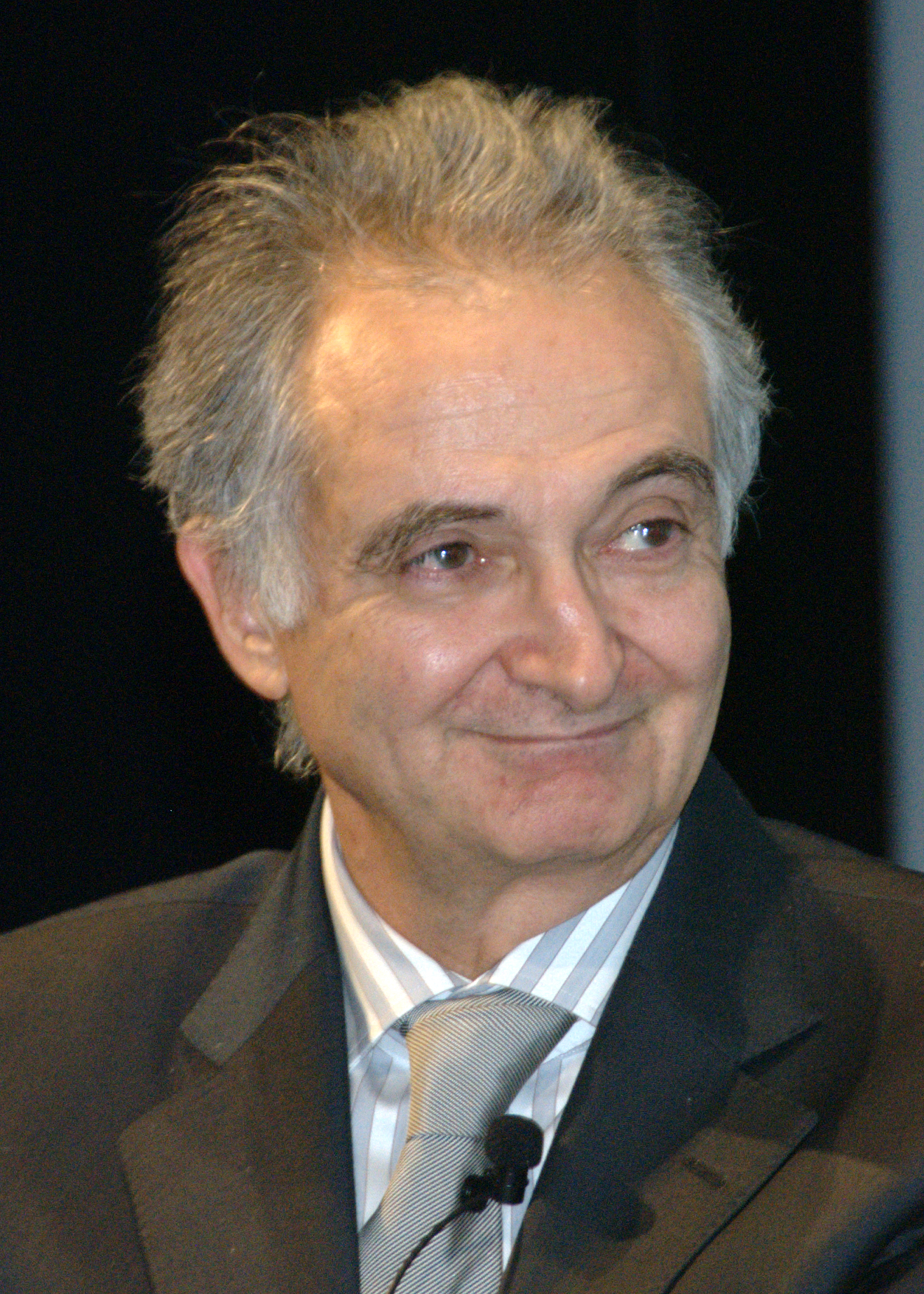
Jacques Attali

Jacques Attali (Algiers, 1 november 1943) is een Frans auteur, filosoof en politicus.

## Familie
De tweelingbroers Jacques en Bernard Attali werden geboren in Algiers, in het gezin van Sefardische Joden dat in januari 1943 gesticht werd door Simon Attali (1904-1987) en Fernande Abecassis. Simon, in Istanboel geboren en vroeg halfwees geworden, was twaalf toen hij begon te werken voor zijn moeder en zijn zeven zussen. Hij trok naar Algiers en werd er succesvol in de parfumerie. In 1951 werd een dochter, Fabienne Attali, geboren, die arts en psychiater werd. In 1956, bij het begin van de opstand in Algerije, verhuisde het gezin naar Parijs. Vader Attali bleef er verder actief in de parfumerie.
Jacques Attali liep school in het gerenommeerde lyceum Janson-de-Sailly, waar hij de baccalaureaten in de letteren en in de wiskunde behaalde. Hij werd, zoals in Algiers, verder in de joodse godsdienst opgevoed en deed zijn Bar mitswa. De sjabbat werd stipt nageleefd.

## Universiteit en eerste activiteiten
Hij studeerde vervolgens aan de École Polytechnique en werd ingenieur. Terwijl hij al leraar wiskunde was, studeerde hij verder aan de École des Mines, alsook politieke en sociale wetenschappen ('Sciences Po'), gevolgd door de École Nationale d'Administration (ENA, promotie Robespierre). Hij liep stage in New York bij de First National City Bank. Terug in Frankrijk in april 1968 liep hij stage in de prefectuur van de Nièvre, in Nevers. Hij werd ambtenaar in de Conseil d'État.
Op politiek vlak werd hij medestander van Jean-Pierre Chevènement, tot hij in 1973 door François Mitterrand werd opgemerkt en tot zijn naaste medewerkers ging behoren. Hij werd ook hoogleraar aan de nieuwe universiteit Paris-Dauphine. Samen met zijn broer werd hij, tot in 1981, een van de animatoren van het Fonds Social Juif Unifié.
In 1974 werd hij verantwoordelijk voor het programma van de presidentskandidaat Mitterrand, tijdens de verkiezingen waarin deze het opnam tegen Valéry Giscard d'Estaing.
Op 14 juni 1981 trouwde hij met Elisabeth Allain, telg uit een traditionele katholieke familie, maar die zich bekeerde tot het jodendom. Ze kregen twee kinderen. Zijn huwelijksgetuige was de nieuwe president François Mitterrand, en die van zijn vrouw de zanger Guy Béart. De volledige Franse regering was aanwezig, samen met vele andere Franse prominenten.

## Onder François Mitterrand
Vanaf mei 1981 was Attali bijzonder raadgever van de president, met een kantoor naast dat van Mitterrand. Hij kreeg de opdracht de internationale bijeenkomsten van de president voor te bereiden en, als ze in Parijs plaatsvonden, te organiseren. Hij nam ook deel aan de vergaderingen van de ministerraad en aan de meest discrete bijeenkomsten door Mitterrand. Rond zich benoemde hij medewerkers, zoals Jean-Louis Bianco, François Hollande en Ségolène Royal.
Na de feesten voor de tweehonderdste verjaardag van de Franse Revolutie in 1989 en de topbijeenkomsten van wereldleiders die aan gekoppeld werden, begon Attali het einde van zijn activiteiten op het Élysée te overwegen. Mitterrand was herkozen en was als het ware aan het afbouwen, de Berlijnse Muur was gevallen en onder Michail Gorbatsjov stuikte het Sovjetimperium in elkaar. Hij begon toen het idee te vormen om een internationale investeringsbank op te richten, die zich vooral zou richten op de Oost-Europese landen die van de Sovjetmacht waren bevrijd. Het werd de Europese Bank voor Wederopbouw en Ontwikkeling. Hij werd er de voorzitter van. Niet voor lang, want vooral in de Angelsaksische wereld werd tegen hem campagne gevoerd en in 1993 nam hij ontslag.

## Na Mitterrand
Teruggekeerd naar het privéleven, stichtte Attali zijn consultancyvennootschap Attali et associés. Hij werd de raadgever van een half dozijn landen in de wereld.
In 2008 werd hij door Sarkozy benoemd tot voorzitter van een denkgroep die economen en denkers uit verschillende richtingen samenbracht en een geheel van meer dan 300 voorstellen formuleerde om Frankrijk erbovenop te helpen. Een van de rapporteurs van de conclusies was de jonge Emmanuel Macron.
Hij gaf ook raadgevingen aan François Hollande. Hij gaf begin 2017 zijn volle steun aan zijn vroegere medewerker Macron, toen die op weg ging naar het presidentschap.

## Publicaties
Attali was een veelschrijver, in verschillende registers: essays, rapporten, romans, theater en biografieën.
Een paar keer werd hij betrapt op plagiaat. In 1982 in Histoires du temps nam hij een paar zinnen over uit een boek van Ernst Jünger en uit een van Jacques Le Goff.
In 1992 werd hem verweten dat hij in het eerste deel van zijn memoires Verbatim drieënveertig citaten (zonder haakjes te plaatsen) had genomen uit het nog te publiceren boek van de dialoog tussen Mitterrand en Elie Wiesel.
Naast zijn vele andere activiteiten, is de lijst van de publicaties van Attali aanzienlijk. Hij liet zich hiervoor door medewerkers bijstaan. Dit leidde hier en daar tot vergissingen bij het al dan niet citeren van teksten.
Zijn publicaties zijn:

### Essays
- Analyse économique de la vie politique, PUF, 1973.
- Modèles politiques, PUF, 1974.
- (met Marc Guillaume) L'Anti-économique, PUF, 1975.
- La Parole et l'outil, PUF, 1976.
- Bruits, PUF, 1977.
- La Nouvelle Économie française, Parijs, Flammarion, 1978.
- L'Ordre cannibale, Parijs, Grasset, 1979.
- Les Trois Mondes, Parijs, Fayard, 1981.
- Histoires du temps, Parijs, Fayard, 1982.
- La Figure de Frazer, Parijs, Fayard, 1984.
- Au propre et au figuré, Parijs, Fayard, 1988.
- Lignes d'horizon, Parijs, Fayard, 1990.
- 1492, Parijs, Fayard, 1991 (Ned. vert. 1492, Haarlem, Schuyt & Co, 1992).
- Économie de l'apocalypse - Trafic et prolifération nucléaire, Parijs, Fayard, 1994.
- Chemins de sagesse : Traité du labyrinthe, Parijs, Fayard, 1996.
- Mémoires de sabliers, Éditions de l'Amateur, 1997.
- Le Citoyen, les pouvoirs et dieu, Parijs, Fayard, 1998.
- Pour un modèle européen d'enseignement supérieur, Parijs, Stock, 1998.
- Dictionnaire du XXIième Siècle, Parijs, Fayard, 1998.
- Fraternités : Une nouvelle utopie, Parijs, Fayard, 1999.
- Les Juifs, le monde et l'argent, Parijs, Fayard, 2002.
- L'Homme nomade, 2003.
- La Voie humaine : Pour une nouvelle social-démocratie, Parijs, 2004.
- Raison et foi, Averroès, Maïmonide, Thomas d'Aquin, Éditions BNF, 2004.
- (met Vincent Champain) Changer de paradigme pour supprimer le chômage, Fondation Jean Jaurès, 2005.
- (met Pierre Cahuc, François Chérèque & Jean-Claude Javillier) L'Avenir du travail, Parijs, Fayard, 2005.
- (met Stéphanie Bonvicini) Amours, Parijs, Fayard, 2007.
- 300 décisions pour changer la France, XO Éditions, 2008.
- La Crise, et après ?, Parijs, Fayard, 2008.
- Dictionnaire amoureux du Judaïsme, Parijs, Plon-Fayard, 2009.
- (met Christophe Aguiton, Claude Allègre et al.) Le Sens des choses, Parijs, Robert Laffont, 2009.
- Une brève histoire de l'avenir, Parijs, Fayard 2009.
- Sept leçons de vie : Survivre aux crises, 2010.
- Tous ruinés dans dix ans ? Dette publique : la dernière chance, Parijs, Fayard, 2010.
- Demain, qui gouvernera le monde ?, Parijs, Fayard, 2011.
- Candidats, répondez !, Parijs, Fayard, 2011.
- (met Stéphanie Bonvicini) La Consolation, Parijs, Fayard, 2012.
- Urgences françaises, Parijs, Fayard, 2013.
- Pour une économie positive, Parijs, Fayard, 2013.
- Histoire de la modernité : Comment l'humanité pense son avenir, Parijs, Robert Laffont, 2013.
- (met Shimon Peres) Avec nous, après nous, Fayard, 2013.
- Devenir soi, Fayard, Documents, 2014.
- Peut-on prévoir l'avenir ?, Fayard, 2015.
- Sept façons d'être heureux, met Luc Ferry, XO éditions, 2015.
- 100 jours pour que la France réussisse, éditions Fayard, ISBN 2213700745.

### Romans
- La Vie éternelle, Parijs, Fayard, 1989.
- Le Premier Jour après moi, Parijs, Fayard, 1990.
- Il viendra, Parijs, Fayard, 1994.
- Au-delà de nulle part, Parijs, Fayard, 1997.
- La Femme du menteur, Parijs, Fayard, 1999.
- Nouv'elles, Parijs, Fayard, 2002.
- La Confrérie des Éveillés, Parijs, Fayard, 2004.
- Notre vie, disent-ils, Parijs, Fayard, 2014.

### Biografieën
- Sigmund Warburg, un homme d'influence, Parijs, Fayard, 1985.
- Blaise Pascal ou le génie français, Parijs, Fayard, 2000.
- Karl Marx ou l'esprit du monde, Parijs, Fayard, 2005.
- Gandhî ou l'éveil des humiliés, Parijs, Fayard, 2007.
- Phares. 24 destins, Parijs, Fayard, 2010.[1]
- Diderot ou le bonheur de penser, Parijs, Fayard, 2012.

### Theater
- Les Portes du ciel, creatie in het Théâtre de Paris met Gérard Depardieu, Jean-Michel Dupuis, Barbara Schulz, 1999.
- Du cristal à la fumée, creatie in het Théâtre du Rond-Point met Féodor Atkine, Bernard-Pierre Donnadieu, 2008.
- Présents parallèles, creatie in het Théâtre de la reine blanche, met Jean Alibert, Marianne Basler en Xavier Gallais, 2016.

### Kinderboek
- Manuel, l'enfant-rêve (illustraties Philippe Druillet), Stock, 1995.

### Memoires
- Verbatim, Éditions Lgf, 1986, rééd. Fayard 1993.
- Europe(s), Parijs, Fayard, 1994.
- Verbatim II, Parijs, Fayard, 1995.
- Verbatim III, Parijs, Fayard, 1995.
- C'était François Mitterrand, Fayard, 2005.

### Rapporten
- (met Erik Orsenna, Pierre Cahuc, François Chérèque & Jean-Claude Javillier) L'Avenir du travail, Parijs, Fayard, 2007.
- 300 décisions pour changer la France, XO éditions, 2008.
- Pour une économie positive, Fayard, 2013.
- Paris et la mer. La Seine est capitale, Fayard, 2010.
- Une ambition pour 10 ans, Éditions XO, 2010
- La francophonie et la francophilie, moteurs de croissance durable, La Documentation française, 2014.
- (met Muhammad Yunus) Portraits de micro entrepreneurs, 2006.

## Voetnoten
1. ↑  Confucius, Aristoteles, Ashoka, Boëtius, Hildegarde van Bingen, Ibn Rushd, Maimonides, Thomas van Aquino, Giordano Bruno, Caravaggio, Thomas Hobbes, Germaine de Staël, Simón Bolívar, Charles Darwin, Abd el-Kader, Walt Whitman, Shrîmad Râjchandra, Meiji, Walther Rathenau, Thomas Edison, Marina Tsvetajeva, Richard Strauss, Ho Chi Minh, Amadou Hampâté Bâ.

- Bibsys: 90367722
- Biblioteca Nacional de España: XX1164188
- Bibliothèque nationale de France: cb11889358n (data)
- CiNii: DA00070028
- Gemeinsame Normdatei: 119296926
- International Standard Name Identifier: 0000 0001 2145 7649
- Library of Congress Control Number: n50030726
- MusicBrainz: c8317c47-d093-4673-86c2-b98c2a31edf4
- Bibliotheek van het Japanse parlement: 00431880
- Nationale Bibliotheek van Tsjechië: xx0114371
- Nationale Bibliotheek van Israël: 987007258080405171
- Nederlandse Thesaurus van Auteursnamen: 069344973
- Parlement.com: vjfafco577z6
- Istituto Centrale per il Catalogo Unico: CFIV023341
- LIBRIS: 386435
- Système universitaire de documentation: 03401277X
- Virtual International Authority File: 101721040
- WorldCat: E39PBJrWxt3wRbmTfCKJTc9VYP